# Exothea
Exothea é um género botânico pertencente à família Sapindaceae.